# Familie (Biologie)
Rangstufen innerhalb des Systems der Lebewesen (ohne Zwischenstufen)
Die Familie (lateinisch familia) ist eine hierarchische Ebene der biologischen Systematik.
Sie steht zwischen den Hauptrangstufen Ordnung und Gattung (beziehungsweise Tribus – falls vorhanden). Direkt über der Familie kann als Ableitung die Überfamilie (lat. superfamilia) stehen, unter ihr die Unterfamilie (lat. subfamilia). In der Zoologie kommt zur speziellen Familien-Rangstufe noch die aus weiteren Rangstufen bestehende Familien-Gruppe.
Die genaue Hierarchie der taxonomischen Ränge, die zwischen Ordnung und Tribus liegen, ist im Folgenden aufgelistet:
- Gigafamilie (in der Zoologie)
  - Megafamilie (in der Zoologie)
    - Großfamilie (in der Zoologie)
      - Hyperfamilie (in der Zoologie)
        - Überfamilie
          - Epifamilie
            - Serie (in der Lepidopterologie)
              - Gruppe (in der Lepidopterologie)
                - Familie
                  - Unterfamilie
                    - Infrafamilie

Üblicherweise finden nur die Überfamilie, Epifamilie, Familie und Unterfamilie Verwendung, die anderen Begriffe werden nur äußerst selten verwendet.
In der Zoologie endet die Familienbezeichnung stets auf -idae (zum Beispiel Hunde: Canidae, Katzen: Felidae), die Überfamilienbezeichnung teilweise auf -oidea (Beispiel Hundeartige: Canoidea, alternativ aber auch Caniformia) und die Unterfamilienbezeichnung stets auf -inae (Beispiel Kleinkatzen: Felinae).
Wenn die Mitglieder einer Familie gemeint sind, wird im deutschen dazu oft die Endung -iden benutzt (zum Beispiel Hunde: Caniden, Katzen: Feliden), bei Mitgliedern einer Unterfamilie wird die Endung -inen verwendet (Beispiel Kleinkatzen: Felinen).
In der Botanik endet die Familienbezeichnung im Grundsatz auf -aceae (zum Beispiel Korbblütler: Asteraceae, Liliengewächse: Liliaceae), Unterfamilien auf -oideae (zum Beispiel Lilioideae) und leitet sich stets vom Gattungsnamen einer festgelegten Typusart ab (z. B. Aster, Lilium). Historisch waren in der Botanik jedoch auch Benennungen nach morphologischen Besonderheiten üblich. Artikel 18.5 des ICBN legt fest, dass acht solche abweichende Familiennamen als gültig publiziert anzusehen sind, nämlich Palmae/Arecaceae, Gramineae/Poaceae, Cruciferae/Brassicaceae, Leguminosae/Fabaceae, Guttiferae/Clusiaceae, Umbelliferae/Apiaceae, Labiatae/Lamiaceae und Compositae/Asteraceae. In allen anderen Fällen gilt ausschließlich der vom Typus abgeleitete und auf -aceae endende Name als gültig.
In der Virologie endet die Familienbezeichnung grundsätzlich auf -viridae (ausnahmsweise auch -satellitidae oder -viroidae), Unterfamilien auf -virinae (bzw. -satellitinae), Überfamilien als Rang gibt es aktuell (Stand April 2020) nicht. Ein Beispiel sind die Coronaviridae.
Der Begriff geht auf Pierre Magnol zurück, der ihn 1689 in die Botanik einführte. Linné verwandte den Begriff noch nicht. Michel Adanson gebrauchte ihn dann 1764 in seinem Werk Familles des Plants und definierte dort die ersten 58 Pflanzenfamilien. Auch bei Antoine-Laurent de Jussieu kommt er nicht vor, vergleichbaren Rang nehmen dort die ordines naturales („natürliche Ordnungen“) ein, die konzeptionell den Familien entsprachen.
Erst zur Mitte des 19. Jahrhunderts begann sich die Rangstufe dann – auch außerhalb der Botanik – durchzusetzen.

## Nachweise
1. ↑  Internationaler Code der Botanischen Nomenklatur.
2. ↑  Internationaler Code der Zoologischen Nomenklatur.
3. ↑  
Achim Paululat, Günter Purschke: Wörterbuch der Zoologie: Tiernamen, allgemeinbiologische, anatomische, physiologische, ökologische Termini, 8. Auflage, Springer Verlag, 2011, ISBN 3-8274-2734-7, S. 17.
4. ↑  
Ann McNeil & R. K. Brummitt (2003). The usage of the alternative names of eight flowering plant families. Taxon, 52 (4): 853-856.
5. 1 2  
Judith Winston: Describing Species: Practical Taxonomic Procedure for Biologists. Columbia University Press, 1999, ISBN 0-231-06825-5, S. 384.
6. ↑  
Gerhard Wagenitz: Wörterbuch der Botanik. Morphologie, Anatomie, Taxonomie, Evolution. 2., erweiterte Auflage. Nikol, Hamburg 2008, ISBN 978-3-937872-94-0, S. 110.